# Françoise Mouly

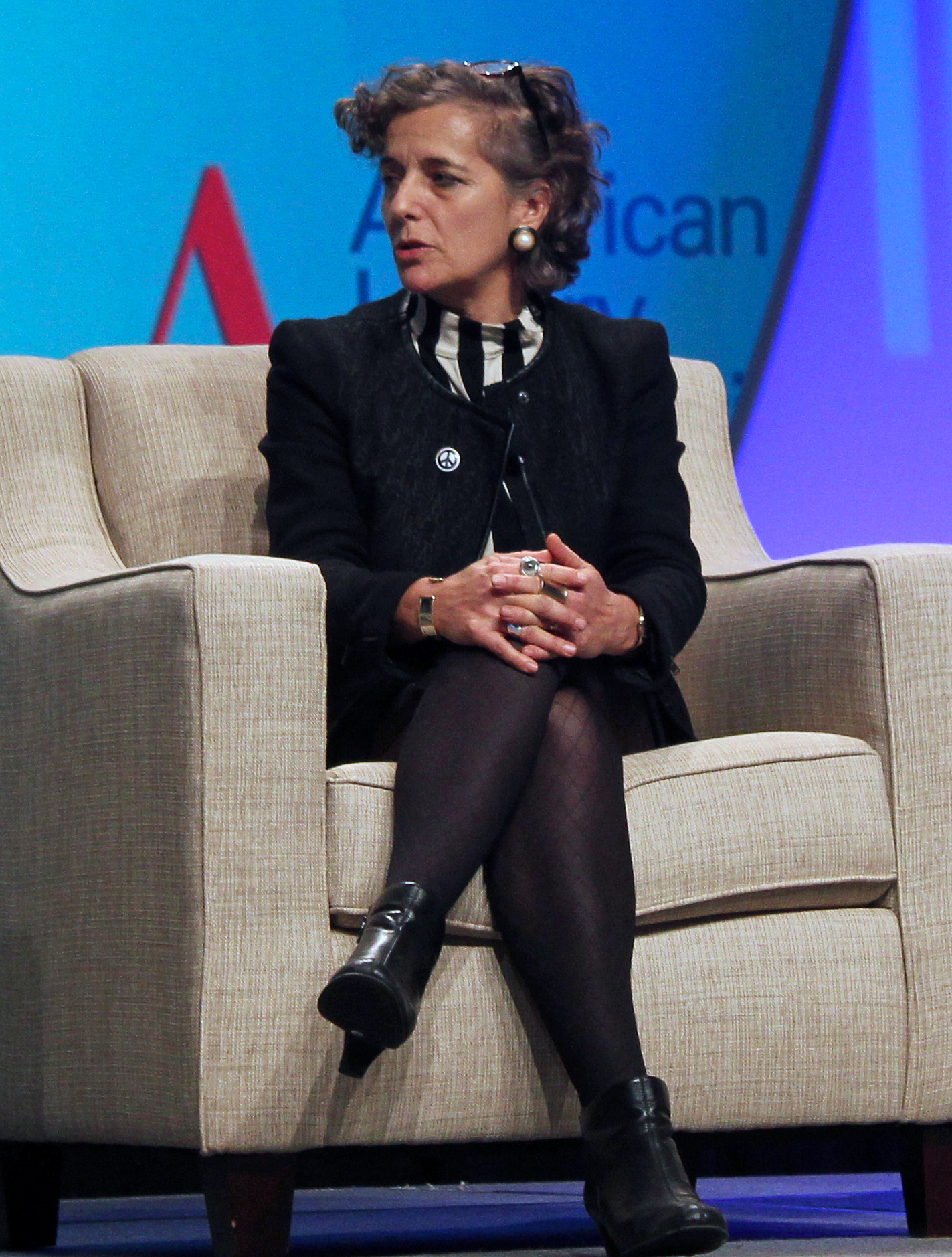
Françoise Mouly (2015)

Françoise Mouly (* 24. Oktober 1955 in Paris) ist eine französische, seit 1974 in den USA tätige Verlegerin und Herausgeberin, die sich im Feld des Underground Comic etablierte. Seit 1993 ist sie Künstlerische Leiterin beim Magazin The New Yorker und verantwortlich für die Kuratierung der Titelbilder.

## Leben
Françoise Mouly wuchs als mittlere von drei Töchtern des Plastischen Chirurgen Roger Mouly (1921–2007) auf. Der Vater habe sich auch für sie ein Medizinstudium gewünscht, sie inskribierte sich jedoch nach dem Baccalauréat (bac c) für Architektur: Nach dem Mai 68, den sie als Jugendliche in Paris bewusst und positiv miterlebt habe, sei Dekonstruktion ein dominierender Begriff geworden – auch aus Auflehnung gegen diese neue Norm habe Mouly sich für das Konstruieren entschieden. An der Académie des Beaux-Arts lernte sie handwerkliche Grundlagen, die sie in ihrem späteren Betätigungsfeld, dem des Druckens und Publizierens, zu nutzen wusste. Noch in die Studienzeit fällt ein Aufenthalt in den USA, der zunächst als „année sabbatique“ gedacht war und wegweisend wurde.
In New York jobbte Mouly als Koloristin und baute sich ein Netzwerk für eigene, nichtkommerzielle Projekte auf. 1976 lernten sie und Art Spiegelman einander kennen. 1978 gründete Mouly Raw Books and Graphics, 1980 gemeinsam mit ihrem Partner das Magazin RAW, wo auch die ersten Auszüge aus Maus erschienen. Der Drei-Lettern-Titel lehnte sich an MAD an, das Herausgeberduo ergänzte bei jeder Ausgabe mit einem anderen, enigmatischen Untertitel, z. B. The Graphix Magazine for Damned Intellectuals, The Graphix Magazine of Abstract Depressionism, The Graphic Aspirin for War Fever oder The Graphix Magazine that Overestimates the Taste of the American Public. 1982 heirateten Mouly und Spiegelman. Sie arbeiteten auch in Folge eng zusammen und gaben Arbeiten von u. a. Chris Ware und Linda Barry heraus, zudem engagierten sie sich für die Rezeption der europäischen Independent Comic-Szene in den USA.
1993 holte Tina Brown, die im Vorjahr Chefredakteurin geworden war, Françoise Mouly – zu dem Zeitpunkt Mutter von zwei Kindern im Vorschulalter – in leitender Funktion zu The New Yorker. Mouly blieb, auch nach Browns Wechsel weg vom New Yorker 1998. Magazincovers – im Jahr 2012 war von annähernd 1.000 Titelbildern die Rede – und zwei Buchpublikationen dokumentieren ihren Einsatz für die Kraft des Bildes und für die Förderung gestalterischer Talente.
Die Gründung von RAW Junior 1999 war die erste Manifestation von Moulys Einsatz für ein neues, junges und ganz junges Publikum. Toon Books folgte 2008.
Für seine 2013 erschienene Biografie von Françoise Mouly hatte der Autor Jeet Heer Interviews mit Sue Coe, Charles Burns, Chris Ware und Daniel Clowes geführt. Das Buch fand positive Aufnahme, es veranschauliche Moulys singuläre Stellung in der Comic- und Medienwelt und ihren Erfolg im Verbinden von Avantgarde und Niederschwelligkeit. Anderseits schneide es das Problemfeld von „sexism in comics“ zwar an, indem es die „culture known for the ‚no girls allowed‘ attitude“ dieser Szene anspreche, die Kritik an der Comicindustrie sei aber zu wenig präzise ausgeführt.
2017 gab Françoise Mouly gemeinsam mit Nadja Spiegelman die Zeitung Resist heraus. Das vierzig Seiten umfassende Blatt im Tabloidformat mit Beiträgen von Künstlerinnen wie Alison Bechdel, Roz Chast oder Liana Finck bis zu Quinn Nelson, einer vierzehnjährigen Schülerin, wurde in einer Auflage von 60.000 Stück produziert und u. a. beim Women’s March on Washington verteilt. Ursprünglich gedacht gewesen war Resist als einmalige Intervention, schon im Juli jedoch erschien eine weitere Ausgabe.
Wöchentlich erscheint auf der Website des New Yorker die Cover Story: Den Begriff wörtlich nehmend, führt Mouly jeweils ein kurzes Interview mit dem Schöpfer des aktuellen Titelbildes, um inhaltliche und gestalterische Aspekte des Motivs zu erörtern.
In der 100. Ausgabe der Zeitschrift für Illustration Eye bezeichnete Steven Heller Françoise Mouly als wohl einflussreichsten „Art Editor for Illustration“ im Publikationswesen. Dabei arbeitete sein Beitrag heraus, wie The New Yorker mit seinen bis dahin (Stand 2020) über 1.000 von Mouly ausgewählten und teilweise beauftragten Titelbildern offener geworden sei, namentlich für “more women artists, artists of colour” oder “young, first-time published artists”. Eigens Erwähnung fand der Beitrag des zu diesem Zeitpunkt 99 Jahre alten Wayne Thiebaud.

## Sonstiges
- In der Graphic Novel Maus. A Survivor's Tale / dt.: Maus – die Geschichte eines Überlebenden von Art Spiegelman[17] und im Roman I'm Supposed to Protect You from All This / dt.: Was nie geschehen ist von Nadja Spiegelman kommen an Françoise Mouly (auch namentlich) angelehnte Figuren vor.

- Für einen Beitrag in Libération schuf Lorenzo Mattotti 2016 ein gezeichnetes Porträt der Interviewten[18].

## Auswahlbibliographie
- Covering the New Yorker. Cutting-edge covers from a literary institution, Françoise Mouly in conversation with Lawrence Weschler. Abbeville Press, New York, 2000, ISBN 978-0-7892-0657-2
- Little Lit: Folklore & Fairy Tale Funnies (hrsg. gemeinsam mit Art Spiegelman), Harper & Collins, New York, 2000, ISBN 978-0-06-028624-8, deutsch: Little Lit – Märchen und Sagen. Carlsen, Hamburg, 2001, ISBN 3-551-74999-X
- Little Lit. Strange Stories for Strange Kids (hrsg. gemeinsam mit Art Spiegelman), Harper & Collins, New York, 2001, ISBN 978-0-06-028626-2, deutsch: Little Lit – Seltsame Geschichten. Carlsen, Hamburg, 2002, ISBN 3-551-75000-9
- Blown covers. New Yorker covers you were never meant to see. Abrams, New York, 2012, ISBN 978-1-4197-0209-9
- Les dessous du 'New Yorker'. Les couvertures auquelles vous avez échappé. Aus dem amerikanischen Englisch ins Französische übersetzt von Denis-Armand Canal, La Martinière, Paris, 2012, ISBN 978-2-7324-5240-1